# Чунцин
Чунцин (на китайски: 重慶; пинин: Chóngqìng) е един от четирите градове на централно подчинение в КНР в Китайската народна република. Като такъв, той има статут на провинция и е подчинен пряко на централното правителство. Намира се в централната част на Китай и е най-големият по площ от четирите китайски административни единици от тази категория. През 2009 г. на територията на целия град на централно подчинение са живели 32,75 млн. души; при това основната част от тях са извън урбанизираната зона. БВП по данни от 2004 г. възлиза на 266,5 млрд. юана или 8540 юана на глава от населението.

## История
Градът съществува от древни времена, като придобива регионално значение още по времето на държавата Ба, на която известно време е столица. По това време той е известен под името Дзянджоу (на китайски: 江州). По-късно става владение на Цин Шъхуан по време на династията Цин, а след това и на императорите от династията Хан. Преименуван е по времето на Южните и северните династии, първо на префектура Чу (楚州), после на префектура Ю (渝州), а при Северна Сун е прекръстен на префектура Гун (恭州). В днешно време, Чунцин понякога все още бива наричан Ю за кратко, особено що се касае до историческия му център. Днешното си име получава през 1189 г., когато император (тогава още принц) Гуандзун от династията Сун описва церемонията по коронясването си на крал и император като „двоен празник“ (на традиционен китайски: 雙重喜慶, на опростен китайски: 双重喜庆, на пинин: shuāngchóng xǐqìng – „чунцин“ накратко). С това префектура Ю е преобразувана във фу Чунцин.
През 1362 г. разбунтувалият се селянин Мин Юджън срещу династията Юен основава краткотрайната държава Дася (大夏) в Чунцин. По време на династията Мин през 1621 г. друга мимолетна държава – Далян (大梁) е основана от Шъ Чунмин в Чунцин. През 1644 г. с падането на династията Мин Чунцин заедно с останалите части на Съчуан попада под контрола на Джан Сиенджун, който избива голяма част от населението в района. По-късно провинцията е покорена от манджурите, а при династията Цин имиграцията към Чунцин и Съчуан като цяло е поощрявана от императора.
През 1890 г. в града отваря врати британско генерално консулство. На следващата година градът става първото вътрешно търговско пристанище, достъпно за чужденци. През следващите години в града отварят консулства на САЩ, Германия, Франция и Япония.
По време на и след Втората китайско-японска война (1937 – 1946) Чунцин е превърнат във временна столица на режима на генералисимус Чан Кайшъ. Той се премества от през 1938 г. след падането на Ухан и официално обявява града за столица на 6 септември 1940 г. Съюзниците влизат във войната в Азия през декември 1941 г., а Джоузеф Стилуел, който е заместник-командир на действията в Югоизточна Азия, се базира в града. Това придава на града голямо значение във войната. Самият Чан Кайшъ си сътрудничи тясно със Стилуел. От 1938 до 1943 г. градът страда от продължителни бомбардировки от японските военновъздушни сили, на които се противопоставят единствено китайски сили. Планинският релеф на града благоприятства изграждането на бомбени убежища, в които се спасяват хиляди хора. В хода на войната много заводи и учебни заведения са преместени от Източен Китай в Чунцин, като по този начин градът се трансформира от вътрешно пристанище в силно индустриализиран град. В края на ноември 1949 г. националистическото правителство се оттегля от града в полза на комунистите.
На 14 март 1997 г. Чунцин е обявен за град на централно подчинение и е образуван муниципалитет Чунцин, включващ града и още 43 бивши окръзи и наброяващ вече над 30 милиона души. Муниципалитетът поема главна роля в китайските усилия за развиване на западните части на страната и за координиране на преселването на жителите от района на мащабния проект Три клисури. През август 2020 г. градът е ударен от голямо наводнение, което убива стотици хора.

## География
Чунцин се намира в преходната област между Тибетското плато и равнините по коритото на река Яндзъ. Максималната дължина на муниципалитета в посока изток-запад е 470 km, а дължината му в посока север-юг е 450 km. Граничи с провинциите Хубей на изток, Хунан на югоизток, Гуейджоу на юг, Съючуан на запад и северозапад и Шънси на север.
Чунцин покрива голяма площ, на която се намират реки и планини. Районът е наклонен от север на юг към долината на река Яндзъ и се характеризира с резки възвишения с различна височина. Карстовите образувания (каменни гори, пещери и долини) са широко разпространени в областта и привличат голям брой туристи. Река Яндзъ протича от запад на изток, преломявайки хребета У на три места и образувайки известните Три клисури – Цютан, Уся и Силин. Река Дзялин се влива в Яндзъ при Чунцин.

### Климат
Климатът е субтропичен и се характеризира с чести мусони. Нощните валежи през късна есен или ранно лято са чести – факт, често отразяван в литературата. Летата са дълги и сред най-горещите в Китай. Зимите са къси и меки, макар влажни и облачни. Местоположението на града в Съчуанския басейн го прави изключително облачен – средното количество слънчеви часове годишно възлиза на 1055 часа, което е малко дори за Северна Европа. Чунцин е обвит в мъгли в продължение на повече от 100 дни годишно, поради което често е наричан „Мъгливия град“ (雾都). Тези метеорологични условия обаче се оказват благоприятни при защитата на града срещу японските сили по време на Втората китайско-японска война.
| Климатични данни за Чунцин                                        | Климатични данни за Чунцин | Климатични данни за Чунцин | Климатични данни за Чунцин | Климатични данни за Чунцин | Климатични данни за Чунцин | Климатични данни за Чунцин | Климатични данни за Чунцин | Климатични данни за Чунцин | Климатични данни за Чунцин | Климатични данни за Чунцин | Климатични данни за Чунцин | Климатични данни за Чунцин | Климатични данни за Чунцин |
| Месеци                                                            | яну.                       | фев.                       | март                       | апр.                       | май                        | юни                        | юли                        | авг.                       | сеп.                       | окт.                       | ное.                       | дек.                       | Годишно                    |
| Абсолютни максимални температури (°C)                             | 18,8                       | 24,6                       | 34,0                       | 36,5                       | 38,9                       | 39,8                       | 42,0                       | 43,0                       | 41,9                       | 35,1                       | 29,2                       | 21,5                       | 43,0                       |
| Средни максимални температури (°C)                                | 10,3                       | 12,9                       | 17,7                       | 23,0                       | 27,2                       | 29,4                       | 33,0                       | 33,2                       | 28,3                       | 21,7                       | 17,1                       | 11,5                       | 22,1                       |
| Средни температури (°C)                                           | 7,9                        | 10,0                       | 13,8                       | 18,6                       | 22,6                       | 25,1                       | 28,3                       | 28,3                       | 24,1                       | 18,6                       | 14,2                       | 9,2                        | 18,4                       |
| Средни минимални температури (°C)                                 | 6,2                        | 8,0                        | 11,2                       | 15,4                       | 19,3                       | 22,1                       | 24,8                       | 24,7                       | 21,2                       | 16,5                       | 12,3                       | 7,7                        | 15,8                       |
| Абсолютни минимални температури (°C)                              | −1,8                       | −0,8                       | 1,2                        | 2,8                        | 10,8                       | 15,5                       | 19,2                       | 17,8                       | 14,3                       | 6,9                        | 0,7                        | −1,7                       | −1,8                       |
| Средни месечни валежи (mm)                                        | 19,7                       | 23,3                       | 43,2                       | 95,2                       | 145,9                      | 192,6                      | 186,0                      | 137,9                      | 105,8                      | 85,8                       | 48,3                       | 24,3                       | 1108                       |
| Средно количество слънчеви часове                                 | 20.6                       | 29.7                       | 64.9                       | 93.6                       | 109.4                      | 97.7                       | 158.6                      | 167.0                      | 106.6                      | 50.4                       | 35.9                       | 20.4                       | 954.8                      |
| ----------------------------------------------------------------- | -------------------------- | -------------------------- | -------------------------- | -------------------------- | -------------------------- | -------------------------- | -------------------------- | -------------------------- | -------------------------- | -------------------------- | -------------------------- | -------------------------- | -------------------------- |
| Източник: China Meteorological Administration, Weather Atlas (uv) |                            |                            |                            |                            |                            |                            |                            |                            |                            |                            |                            |                            |                            |

## Население
Муниципалитетът има население от 32,8 милиона души към юли 2010 г. От тях, 23,3 милиона са земеделци. 3,9 милиона живеят в урбанизираните райони на Чунцин. Градът е мултикултурен и в него има над 23 отделни малцинствени култури.
| 1949       | 1979       | 1983       | 1997       | 2000       | 2005       |
| ---------- | ---------- | ---------- | ---------- | ---------- | ---------- |
| 1 003 000  | 6 301 000  | 13 890 000 | 28 753 000 | 28 488 200 | 27 980 000 |
| 2008       | 2012       | 2015       |            |            |            |
| 28 390 000 | 28 846 170 | 30 170 000 |            |            |            |

## Икономика
Чунцин се урбанизира бързо. Всеки ден населението на града се увеличава с около 1300 души, които добавят общо към 100 млн. юана към местната икономика. Поради географската си отдалеченост, Чунцин е важна военна база и място за оръжейни разработки. Макар промишлеността на града да е разнообразна, износът му е сравнително малък, именно поради местоположението му. Вместо това, повечето заводи произвеждат стоки за местния пазар: хранителни продукти, химикали, автомобили, текстилни изделия, машинно оборудване, спортна екипировка и електроника.
Третият най-голям център за автомобилопроизводство се намира в Чунцин, както и най-големият за производство на мотоциклети. Към 2007 г. общата му годишна продукция е 1 милион коли и 8,6 милиона мотоциклети. Муниципалитетът е и голям производител на желязо, стомана и алуминий. Селското стопанство също има голям дял. Отглеждат се главно ориз и плодове (портокали). Добиват се въглища, природен газ и над 40 вида минерали. Залежите на въглища възлизат на около 4,8 млрд. метрични тона, докато тези на природен газ – 270 млрд. m3 (над 1/5 от общите газови залежи на Китай). Голямо е и находището на стронций. Има планове за развиване на сектора на информационните технологии в града. Градът е инвестирал много в инфраструктурни проекти с цел привличане на инвестиции.
Номиналният БВП на Чунцин през 2011 г. достига 1001 млрд. юана, регистрирайки годишен растеж от 16,4%. Въпреки това, общото му икономическо представяне изостава след източните крайбрежни градове. Така например, БВП на глава от населението (22 909 юана) в града е под средния за страната. Все пак, китайското правителство полага големи усилия, за да преобразува Чунцин в голям икономически, търговски и финансов център в региона и да използва муниципалитета му като платформа за по-нататъшно развиване на западните региони на Китай.

## Транспорт
След административната промяна на града през 1997 г. транспортната му инфраструктура започва бързо да се развива. С построяването на железопътни линии и магистрали на изток и югоизток, Чунцин се превръща във важен икономически център на горното течение на река Яндзъ. Към октомври 2014 г. на територията на муниципалитета има 31 моста над реката, включително дузина в центъра на града.
Градският транспорт включва метро, монорелсов път и автобусни линии. Метрото обслужва четири линии. В Чунцин работи единственият в Китай въздушен трамвай, главно като туристическа атракция. Това е едно от най-важните пристанища във вътрешността на страната. Достъпът на големи товарни кораби е възможен благодарение на близкия язовир Три клисури. Пътната мрежа в града винаги е била тясна и ограничена до малки превозни средства, поради естеството на терена, големите реки и голямата гъстота на населението, особено в центъра. За разлика от повечето китайски градове, в Чунцин рядко могат да се видят мотоциклети, скутери и велосипеди, поради изключително хълмистия релеф на района. Въпреки това, такива се произвеждат в големи бройки в града.
Най-голямото летище на Чунцин, Дзянбей, се намира в район Юбей. То предоставя директни полети до Китай, Югоизточна Азия, Близкия Изток, Северна Америка и Европа. Разположено е на 21 km северно от центъра на града. Освен това то е хъб на няколко китайски авиолинии. Разполага с три успоредни писти. Освен него, около града са изградени още четири по-малки летища.

## Побратимени градове
- Адис Абеба, Етиопия
- Сливен, България[38]
- Мпумаланга, ЮАР
- Асуан, Египет
- Хирошима, Япония
- Мито, Япония
- Инчон, Южна Корея
- Бангкок, Тайланд
- Банджермасин, Индонезия
- Пеканбару, Индонезия
- Шираз, Иран
- Чианг Май, Тайланд
- Тулуза, Франция
- Лестър, Великобритания
- Дюселдорф, Германия
- Антверпен, Белгия
- Трикала, Гърция
- Владимир, Русия
- Воронеж, Русия
- Сьор-Трьонелаг, Норвегия
- Дебрецен, Унгария
- Ню Йорк, САЩ
- Сиатъл, САЩ
- Детройт, САЩ
- Торонто, Канада
- Брисбейн, Австралия
- Кордоба, Аржентина
- Ченай, Индия
- Марибор, Словения
- Телде, Испания